# Cai Zelin
Cai Zelin (chinesisch 蔡 澤林 / 蔡 泽林, Pinyin Cài Zélín; * 11. April 1991 in Dali) ist ein chinesischer Geher.
Bei den Juniorenweltmeisterschaften 2010 in Moncton gewann er Silber im 10.000-Meter-Gehen.
Im 20-km-Gehen wurde er bei den Olympischen Spielen 2012 in London Vierter, kam bei den Weltmeisterschaften 2013 in Moskau auf den 26. Platz und wurde Fünfter bei den Weltmeisterschaften 2015 in Peking.

## Persönliche Bestzeiten
- 10.000 m Gehen: 38:59,98 min, 16. September 2012, Tianjin
- 20 km Gehen: 1:18:47 h, 30. März 2012, Taicang